# Кутлеша, Дражен
Дражен Кутлеша (хорв. Dražen Kutleša, род. 25 сентября 1969, Томиславград, Босния и Герцеговина, Югославия) — хорватский прелат. Епископ Пореча и Пулы с 14 июня 2012 по 11 июля 2020. Апостольский администратор епархии Пореча и Пулы с 11 июля 2020 по 18 марта 2023. Коадъютор архиепископа Сплит-Макарска с 11 июля 2020 по 13 мая 2022. Архиепископ Сплит-Макарска с 13 мая 2022 по 14 февраля 2023. Коадъютор архиепископа Загреба с 14 февраля по 15 апреля 2023. Председатель Конференции католических епископов Хорватии с 18 октября 2022. Архиепископ Загреба и примас Хорватии с 15 апреля 2023.

## Ранние годы и образование
Родился 25 сентября 1968 года в г. Томиславград (Босния и Герцеговина) в семье боснийских хорватов. После окончания гимназии в Дубровнике, продолжил обучение в высшей духовной семинарии в Сараево. Во время заключительного для Кутлеши курса обучения в 1992—1993 годах семинария Сараево был переведён в город Бол из-за начавшейся боснийской войны. По окончании учёбы 29 июня 1993 года рукоположён в священники.

## Священническое служение
После рукоположения служил в приходах епархии Мостар-Дувно и параллельно углублял образование на кафедре теологии Загребского университета. В 1994 году получил степень бакалавра богословия. С 1995 года обучался в Папском Урбанианском университете в Риме. В 1997 году получил степень магистра, а в 2001 году защитил докторскую диссертацию в области канонического права в Папском Урбанианском университете.
С 1993 по 1995 год — викарий в соборе Мостара. Затем выполнял обязанности доцента кафедры канонического права в Богословском институте Мостара, вице-канцлера епископской курии, принимал участие в работе Конференции католических епископов Боснии и Герцеговины.
В 2006 году переехал в Рим в связи с назначением в состав Конгрегации по делам епископов. В 2011 года принимал участие в работе Конгрегации богослужения и дисциплины таинств. 13 мая 2011 года получил почётный титул капеллана Его Святейшества с правом именоваться монсеньором.

## Епископ
17 октября 2011 года назначен Папой Бенедиктом XVI епископом-коадъютором епархии Пореча и Пулы. 10 декабря 2011 года был рукоположён в епископы, главным консекратором был кардинал Марк Уэлле. 14 июня 2012 года после отставки своего предшественника, епископа Ивана Милована, наследовал ему на кафедре Пореча и Пулы, которую он занимает по сей день.
Входит в состав Конференции католических епископов Хорватии. Автор нескольких публикаций. Владеет итальянским, немецким и английскими языками.
Сплит-Макарска
11 июня 2020 года Папа Франциск назначил Кутлешу архиепископом-коадьютором Сплит-Макарска. Кутлеша был возведён на кафедру, в соборе Святого Дуйма, в Сплите 3 сентября 2020 года. Поскольку его предыдущая епархия оставалась вакантной, Папа в тот же день назначил его в ней апостольским администратором. Кутлеша стал архиепископом, когда Марин Баришич ушёл в отставку 13 мая 2022 года.
13 июля 2022 года Папа назначил Кутлешу членом Дикастерии по делам епископов. 18 октября 2022 года Кутлеша был избран вместо Желимира Пулича на пост председателя Конференции католических епископов Хорватии сроком на пять лет.

## Архиепископ Загреба
Прослужив архиепископом Сплит-Макарска всего десять месяцев, 14 февраля 2023 года Папа назначил Кутлешу архиепископом-коадьютором Загреба. В тот же день Пулич был назначен апостольским администратором Сплит-Макарска.
15 апреля 2023 года Папа Франциск принял представленную кардиналом Йосипом Бозаничем отставку с поста архиепископа Загреба. Его преемником стал Дражен Кутлеша, в настоящее время архиепископ-коадъютор той же архиепархии.